# گیوکویو
گیوکویو (به ژاپنی: 玉葉) یادداشت‌ها و دفتر خاطرات روزانه نوشته شده توسط فوجیوارا نو کانه‌زانه است که در اواخر دوره هی آن و اوایل دوره کاماکورا نوشته شده‌است. این یادداشت‌ها رویدادهای ۱۱۶۴ تا ۱۲۰۰ میلادی را در بر می‌گیرد و یکی از منابع در مورد حوادث نبرد بین خاندان‌های میناموتو و تایرا است. احتمال می‌رود این یادداشت‌ها بر روی کتاب تاریخی آزوما کاگامی تأثیر گذاشته باشد.